# Passendale

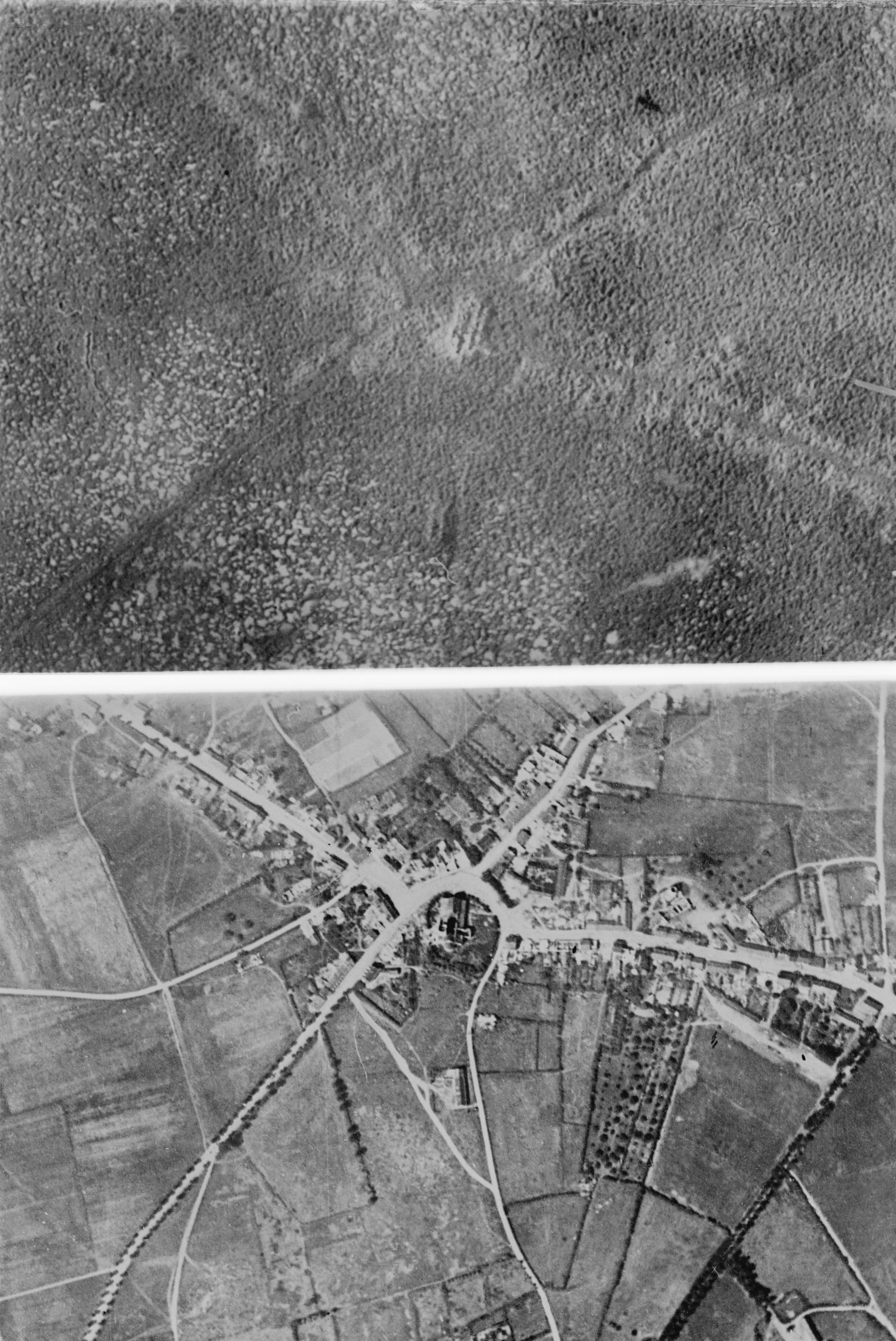
Byn före och efter de häftiga striderna 1917

Passendale (förr stavat Passchendaele) är en by cirka 1 mil nordöst om staden Ypern i Belgien. Byn, som ligger i kommunen Zonnebeke i provinsen Västflandern, är känd för de fruktansvärda strider som stod här under första världskriget, särskilt det tredje av slagen vid Ypres. Byn blev i det närmaste utraderad. 
Strax utanför ligger den väldiga krigskyrkogården Tyne Cot med 11 856 stupade soldater begravda.
I sin bok Hazeldonk Express (2007) beskriver författaren C-J Charpentier Passendale med omland och den stora krigskyrkogården i Tyne Cot.
Iron Maiden sjunger om detta slag på albumet Dance of Death (2003). Även det svenska metalbandet Sabaton sjunger om slaget på albumet The Art Of War, låten heter "The Price of a Mile". Passendale är även känt för sin ost.